# Spelbomskan

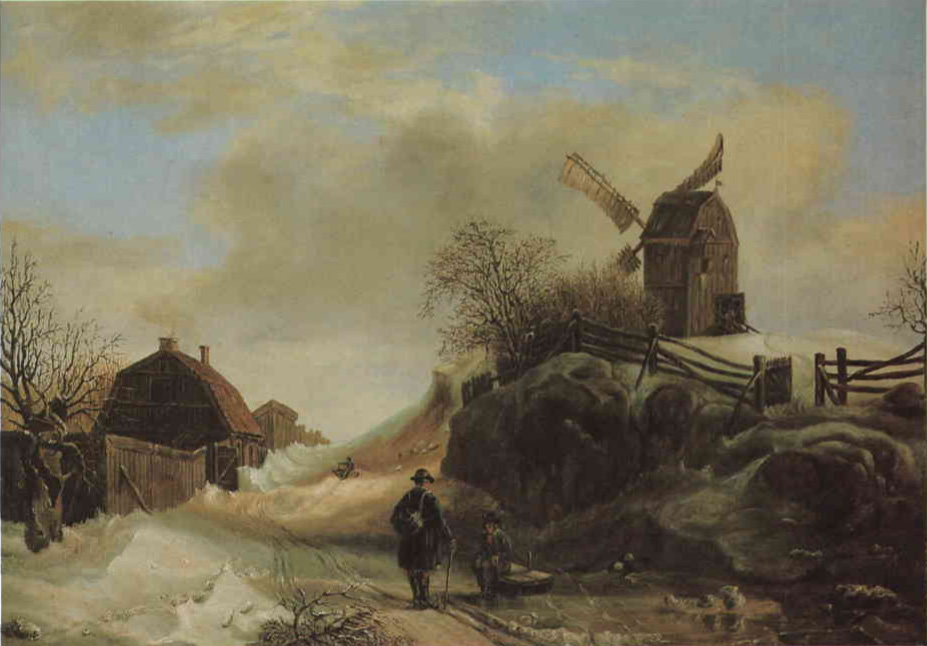
Spelbomskan enligt Johan Christian Berger, 1846

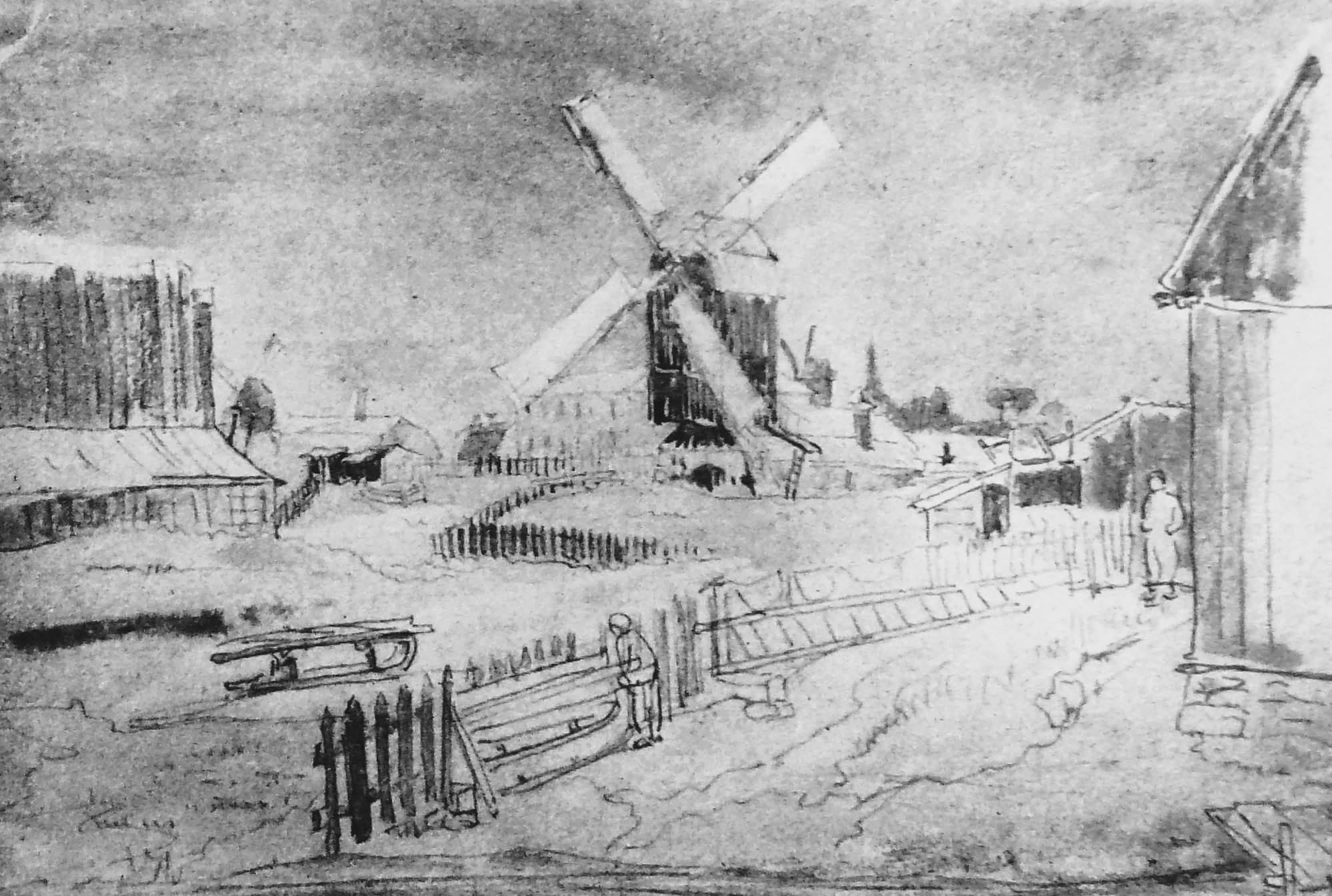
Kvarnarna "Stora Stampan" (i mitten), "Lilla Stampan" (t.v.) och "Spelbomskan" (t.h. i bakgrunden), teckning av A.T. Gellerstedt 1860-tal.

Spelbomskan (även Kvarnen vid Gåsgränden) var en väderkvarn från 1600-talet i nuvarande Vasastaden i Stockholm. Kvarnen stod i stadens kanske kvarntätaste område i trakterna kring Observatoriekullen. I närheten fanns Stora Stampan och Lilla Stampan, Stora Adam och Lilla Eva samt Barnhuskvarnarna. Kvarnen kallades även Kvarnen vid Gåsgränden efter den numera försvunna Gåsgränden. Spelbomskan brann ner 1868 och gav namn åt kvarteret Spelbomskan och Spelbomskans torg.

## Historik

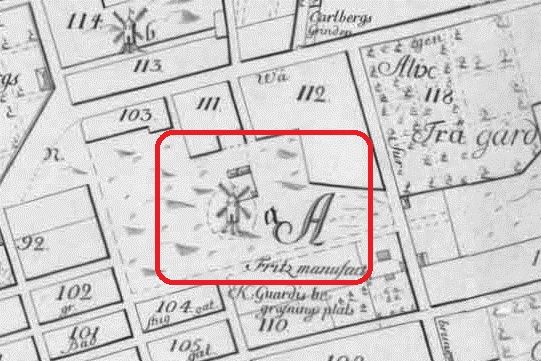
Spelbomskan på Tillaeus' karta 1733.
Norr är till höger.

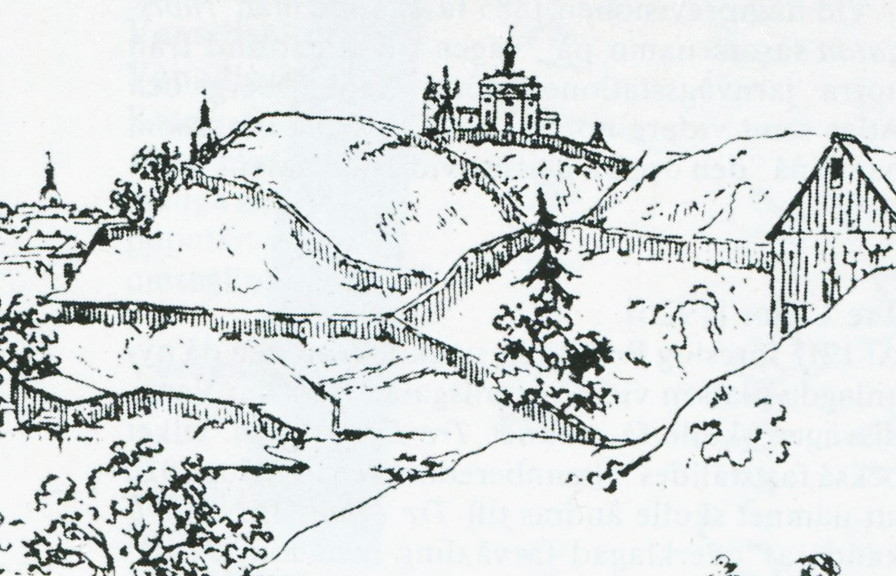
Spelbomskan(?) på Johan Fredrik Martins illustration över Observatoriebacken, 1790-talet.

Spelbomskan var en stolpkvarn som anlades på 1600-talet på Observatoriebackens norra sluttning. Första ägaren var troligen  Mårten Spijlbohm (död 1675). Hans namn förvrängdes till ”Spelbom” och blev kvarnens namn. I Spijlbohms bouppteckning från 1675 upptas ”en wäderqvarn på Norrmalm” till 3000 daler kopparmynt. En karta från 1675 registreras militären Robert Lichton som kvarnägare på Observatoriekullen och säkerligen är ”Hr Lichtons väderkvarn” samma som Spelbomskan. På Petrus Tillaeus karta från 1733 är kvarnen redovisad som ”Spelbomskan”.
När Stockholms gamla observatorium uppfördes 1747–1752  bodde byggnadskontrollanten och observatorievaktmästaren hos dåvarande mjölnaränkan Elisabet Burman. Kvarnen malde säd till malt och mjöl. Många andra kvarnar användes för att såga (sågkvarn), att pressa olja (oljekvarn) eller stampa (stampkvarn), alltså stampa växter som lin och hampa för tillverkning av rep och segel. Spelbomskans produkter var tydligen av god kvalitet och omnämndes 1787 bland annat i pressen som ”... gott svenskt malt och sammanmalet rågmjöl finns till salu vid väderkvarnen på Observatoriebacken å Norrmalm”.
På Johan Fredrik Martins illustration över Observatoriebacken från 1790-talet syns kvarnen tät intill det nybyggda observatoriet. Enligt "Stockholms gatunamn" (1986) är det Spelbomskan och Observatoriet. Spelbomskan låg dock inte så högt upp och möjligen rör det sig om "Kvarnen på Observatoriehöjden" från 1600-talets slut och då omtalad såsom försvunnen. Kallas på kartan ”Uptagen Platz af sandberg der tillförene Hr Lichtons wäderqvarn hafver stått”.
Spelbomskan brann ner 1868 och saknas på Heinrich Neuhaus’ Stockholmspanorama från 1870-talet. På en av Albert Theodor Gellerstedts många kvarnteckningar från 1860-talet skymtar Spelbomskan i bakgrunden tillsammans med "Stora Stampan" och "Lilla Stampan". I närheten av kvarnens plats invigdes 1928 Gunnar Asplunds Stockholms stadsbibliotek.